# Tombense FC
Tombense FC is een Braziliaanse voetbalclub uit Tombos, in de deelstaat Minas Gerais.

## Geschiedenis
De club werd opgericht in 1914. In 2012 promoveerde de club voor het eerst naar de hoogste klasse van het Campeonato Mineiro. In het eerste seizoen plaatste de club zich al voor de tweede fase, waar ze voor Atlético uitgeschakeld werden. Dit leverde hen wel een ticket op voor de Série D 2014 en werd hier werd de club kampioen na de finale te winnen tegen Brasil de Pelotas. Hierdoor promoveerde de club naar de Série C. In 2015 bereikte de club opnieuw de halve finales van de staatscompetitie. 
Na twee middelmatige seizoenen in de Série C, kon de club in 2017 voor het eerst de kwartfinales bereiken, maar verloor daar van CSA. De volgende jaren kon de club zich niet meer plaatsen voor de kwartfinales en ook in de staatscompetitie werd de club telkens vroeg uitgeschakeld. In 2020 werden ze daar wel voor het eerst winnaar van de groepsfase en ze konden zich daarna ook voor de finale plaatsen, die ze verloren van Atlético. In de Série C van 2021 bereikte de club de finale tegen Ituano, die ze verloren, maar dat leverde hen wel een promotie op. In 2023 degradeerde de club uit de Série B.
ABC · 
Anápolis · 
Botafogo-PB · 
Brusque ·
Caxias · 
Confiança ·
CSA · 
Figueirense · 
Floresta · 
Guarani · 
Itabaiana · 
Ituano ·
Londrina · 
Maringá · 
Náutico · 
Ponte Preta · 
Retrô · 
São Bernardo · 
Tombense · 
Ypiranga de Erechim